# Yukari Hashimoto
Yukari Hashimoto (橋本 由香利, Hashimoto Yukari), née en avril 1966, est une compositrice japonaise principalement connue pour ses compositions pour anime.

## Éléments biographiques
En août 1992, elle forme avec Ayako Akashiba (赤柴 亜矢子) le groupe Marigold leaf. Ce groupe s'est dissout après la diffusion d'un EP et la participation à diverses compilations.
En novembre 1999,  elle forme avec Wakako Sakamoto (坂本 和賀子) le groupe Maybelle, qui sort un EP et un mini-album. Ce groupe existe toujours mais est inactif.
Elle s'est par ailleurs produite en solo sous le nom Marianne Amplifier
Elle a composé la musique de nombreux anime, tels que la bande son de Toradora, Golden Time, Omamori Himari, Mayo Chiki!, MM!, Mawaru-Penguindrum, Sankarea: Undying Love, If Her Flag Breaks, Mr. Osomatsu, ou encore Sarazanmai,.

## Discographie

### Marigold leaf
- Single
  - marigold leaf（1996年、HAMMER LABEL H-508）
- Compilations
  - 6 aout 1993 : THE BIRTH OF THE TRUE II（¡Por Supuesto! Records, STAP-0314）
    - M-4.I wonder "WHY"? but fall in love、M-11.Drive

  - 27 février 2002 : Studio Lab.FLOCKS（HAMMER LABEL, NNCH-40001）
    - M-13.BITTER LOVE

  - 23 septembre 2009 : ORDINARY MUSIC（Vivid Sound VSCD3392 / HAMMER LABEL H512）
    - M-8.if you wish

### Maybelle
- Singles
  - 6 juin 2002 : Orange-iro no kemuri (fumée orange)（Coa Records COAR-0015）
    - 1. Orange-iro no kemuri 2.Leaf 3.Sora wa matteiru

- Mini-albums
  - 14 décembre 2000 : Kinpouge no hibi (Coa Records COAR-0007）
    - 1.Kinpouge no hibi 2.Kage boushi no koro 3.Seashell 4.Last Snow 5.Have a kitten 6.Planet of green
- Format cassette
  - 22 avril 2000 : marsh-marrigold e.p.
- Compilations
  - 20 avril 2001 : mo-rough（Coa Records COAR-0008）
    - M-13.maybe true, maybe lie?

  - 25 septembre 2001 : killermont street 2001（LD&K 37-LDKCD）
    - M-7.Kage boushi no koro

  - 1er octobre 2003 : my charm ornament #6「voyage a la mode」（abcdefg*records MCO-2）
    - M-x.Roku-banme no hibiki

  - 22 décembre 2007 : Shibuya-kei indie pop-Vol.1 headstart for happiness（TKO new music corporation TKOK-0001）
    - M-19.Kinou no namida（Demo Version）

### Composition
En 199 :
- Itsu no hi ka mata aimashou (Jeu Playstation 『True love story』 chara-song)

En 1999 :
- Be my baby (paroles・composition, 大石恵)
- Lost my past (paroles・composition・arrangement, 保志総一朗)
- The Best of Mine (paroles・composition・arrangement, Tomoe Shinohara)  ※ Marigold Leaf名義[6]

En 2001 :
- a love song (arrangement, Yuki Koyanagi)
- Kawaita mune〜late shore mix〜 (remix, 鳳山雅姫)

En 2002 :
- empty tears (arrangement, TETSU69)

En 2003 :
- home town (arrangement, Little by Little)
- Aru koi no hajimari (arrangement, アルガレイ)
- Hero (arrangement, アルガレイ)
- arc〜hakobune〜 (Instrumental)  (arrangement, 外間隆史)
- Akure he (arrangement, 外間隆史)
- Kasei no kotori (Instrumental)  (arrangement, 外間隆史)
- Pasadena〜the sleeping trees〜 (arrangement, 外間隆史)

En 2004 :
- Hoshi no furu yoru wa (jeu PS2『Tokimeki memorial girl's side』image song)
- SukiSuki☆Moon (composition・arrangement, PoppinS, ラジオ『DearS×DearS』ed theme)
- Koikaze (composition・arrangement, ef, série TV 『Koi kaze』op theme)
- Himawari (composition, Mihiro)
- Strawberry diary (composition, みひろ)
- Saracchatte nagareboshi (composition・arrangement, PoppinS, ラジオ『DearS×DearS』ed theme)
- Kanashii yokan  (paroles・composition・arrangement, marianne Amplifier, série TV 『Tsukuyomi - Moon Phase』ed theme)
- Koe (arrangement, Morning Musume)
- Wild Wind (paroles・composition・arrangement, 水野理沙、série TV 『Get Ride! AM Driver (en)』chara-song)

En 2005 :
- Pressentiment triste (paroles・composition・arrangement, marianne Amplifier feat. yuka, série TV 『Tsukuyomi - Moon Phase』ed theme)
- spring fever (composition・arrangement, Yukari Tamura)
- Kimi wotsurete (composition・arrangement Yukari Tamura, radio「Tamura Yukari no Itazura Kuro-Usagi」ed theme)
- Yume no doo-wop (arrangement, Berryz Kōbō)
- Koi dorobou-gokko, jeu PS2『Futakoi alternative : amour, filles et mitraillettes』op theme)
- Egao no sora de aimashou (composition・arrangement, 白鐘沙羅 (水橋かおり) ・白鐘双樹 (門脇舞) 、PS2ゲーム『フタコイ オルタナティブ 恋と少女とマシンガン』ed theme)
- Ai ga wakaru nara (jeu PC『S.S.D.S. ~Super Stylish Doctors Story~』)
- Himitsu no u・ta・hi・me (arrangement, Berryz Kōbō)
- Cutie♥Cutie (composition・arrangement, Yukari Tamura, radio『Tamura Yukari no Itazura Kuro-Usagi』オープニング主題歌)
- Rakuen no stage (composition・arrangement, 仙台エリ、série TV 『Gokujou seitokai (ja)』挿入歌)

En 2006 :
- Motto!  (arrangement, 野川さくら、série TV 『Magikano』オープニング主題歌)
- Magisuki MAGIC  、série TV 『Magikano』ed theme)
- Nichijou☆CRASHER (composition・arrangement, UYAMUYA, ラジオ『ラジオすかいてんぷる』オープニング主題歌)
- Tabi no tochu de kibou no uta wo utaou (paroles・composition・arrangement, 菊地美香、série TV 『ツバサ・クロニクル』chara-song)
- Gakusei jidai (arrangement, Natsumi Abe)
- Elevator futaribocchi  (arrangement, Natsumi Abe)
- Overture 〜bloom〜 (composition・arrangement, Yukari Tamura)
- Daisy blue (composition・arrangement, Yukari Tamura, radio『Tamura Yukari no Itazura Kuro-Usagi』オープニング主題歌)
- Air shooter   (composition・arrangement, Yukari Tamura)
- Crayon (arrangement, ナーナ (宮崎羽衣) 、série TV 『姫様ご用心』プロローグソング)
- Kahlua milk no ofuro ni hairitai (arrangement, 姫子とナーナ (新谷良子、宮崎羽衣) 、série TV 『姫様ご用心』chara-song)
- ashita no te (paroles・composition・arrangement, 能登麻美子、série TV 『ウィッチブレイド』ed theme)
- Spring summer, fall (paroles・composition (parolesは山野裕子と連名) 、雅音 (能登麻美子) ＆梨穂子 (神田朱未) 、ラジオ『ウィッチブレイディオ』主題歌)
- Maji natsu sugiru (arrangement, Berryz Kōbō)
- Natsu Remember you (arrangement, Berryz Kōbō)
- Mitsukete Happy Life (composition・arrangement, Mikuru Asahina (Yūko Gotō) 、série TV 『La Mélancolie de Haruhi Suzumiya』chara-song)
- Ai suru hito he (composition・arrangement, 宮小路瑞穂 (堀江由衣) 、série TV 『乙女はお姉さまに恋してる』chara-song)
- Poppin' heart wa hitotsu dake? (arrangement, Clover, série TV 『Mamotte! Lollipop』オープニング主題歌)
- Onna no ko no akashi (composition・arrangement, 上岡由佳里 (松本彩乃) 、série TV 『乙女はお姉さまに恋してる』chara-song)
- Shinkirou romance (arrangement, GAM, 映画『Tokyo Girl Cop』挿入歌)
- Egao no takaramono (composition・arrangement, 四つ葉騎士団三銃士 (Yukari Tamura・立野香菜子・沢城みゆき) 、série TV 『おとぎ銃士 赤ずきん』2nd ed)
- Love Power (composition・arrangement, Aice5, série TV 『乙女はお姉さまに恋してる』オープニング主題歌)
- Smile (paroles・composition・arrangement, Aice5, 「Love Power」C/W曲)
- Water Lily (arrangement, 律子・K・ケッテンクラート (小清水亜美) 、ゲーム『くじびきアンバランス 会長お願いすま〜っしゅファイト☆』テーマソング)
- Princess Rose (composition・arrangement, Yukari Tamura, série TV 『おとぎ銃士 赤ずきん』後期オープニング主題歌)
- For you, For you!! (composition・arrangement, 神代縁 (小清水亜美) 、série TV 『Gift 〜ギフト〜 eternal rainbow』chara-song)

En 2007 :
- Miracle Episode I (composition・arrangement, Clover, série TV 『Master of Epic The Animation Age』オープニング主題歌)
- Mamorasete... (arrangement, 宮崎羽衣、série TV 『Master of Epic The Animation Age』ed theme)
- We love you (composition・arrangement, 宮崎羽衣、「まもらせて…」C/W曲)
- I to You (composition・arrangement, 律子・K・ケッテンクラート (小清水亜美) 、série TV 『Kujibiki Unbalance』chara-song)
- Parade (composition, 9nine)
- Yamete meteor (arrangement, ルーンエンジェル隊 (稲村優奈、花村怜美、明坂聡美、平野綾、中山恵里奈) 、série TV 『Galaxy angel (ja)』イメージソング)
- Rise (paroles・composition・arrangement, 小清水亜美、OVA『AIKa R-16: Virgin Mission』ed theme)
- Brand new day (paroles・composition・arrangement, Aice5, série TV 『陸上防衛隊まおちゃん』2007年再放送版オープニング主題歌)
- Eternity (paroles・composition・arrangement, Aice5, série TV 『陸上防衛隊まおちゃん』2007年再放送版ed theme)
- Happy Toy☆. (arrangement, 宮崎羽衣)
- Fruitful Week(composition・arrangement, 宮崎羽衣、「Happy Toy☆.」C/W曲)
- 駆け足Diary (paroles・composition・arrangement, 美島いちる (小清水亜美) 、Web anime『Keetai shoujo (ja)』chara-song)
- Kazeiro renpu - Kimiake (composition・arrangement, 野川さくら)
- Chiaruuga!   (composition・arrangement, 野中藍)
- 原罪のAperitif (composition・arrangement,  姫 (川澄綾子) 、série TV 『怪物王女』挿入歌)
- Dondake Fanfare (composition, Konata Izumi (Aya Hirano), série TV 『Lucky Star』chara-song)
- 100%? Nai Nai Nai (arrangement, Kagami Hiiragi (Emiri Katō), série TV 『Lucky Star』chara-song)
- Zessei Bijin (composition・arrangement, 絶望少女達 (野中藍、井上麻里奈、小林ゆう、新谷良子) 、série TV 『Sayonara Monsieur Désespoir』ed theme)
- 変貌 (arrangement, プリシラ (久川綾) 、série TV 『CLAYMORE』chara-song)
- 始まりアンダンテ (composition・arrangement, 虹原いんく (Yukari Tamura), série TV 『Moetan』chara-song)
- Dead line dance, death (composition・arrangement, 絶望少女達 (野中藍、井上麻里奈、小林ゆう、沢城みゆき、新谷良子、谷井あすか、真田アサミ、後藤邑子、松来未祐) 、série TV 『Sayonara Monsieur Désespoir』chara-song)
- Koi suru ryokou shoujo (composition・arrangement, Ai Shimizu, 『AniTama』2008年1月テーマ曲)

En 2008 :
- Koiji Romanesque (composition・arrangement, 絶望少女達 (谷井あすか、真田アサミ、後藤邑子、松来未祐) 、série TV 『Zoku sayonara Zetsubou sensei』sub-ed theme)
- Horeppoi (composition・arrangement (arrangementは川田瑠夏と連名) 、絶望少女達 (井上麻里奈、真田アサミ、谷井あすか) 、série TV 『Zoku sayonara Zetsubou sensei』chara-song)
- 世界で一番ヤバイ恋 (composition・arrangement, 乱崎千花 (戸松遥) 、série TV 『狂乱家族日記』ed theme)
- ブックマーク ア・ヘッド (composition・arrangement, série TV 『Strike Witches』ed theme)
- Cherry pink mystery (composition・arrangement, 綾小路華恋 (加藤英美里) 、série TV 『Akane-Iro ni Somaru Saka』ed theme)
- 奇跡の降る夜 〜 Crystal Christmas (composition・arrangement, MA♡chu♡RI (伊瀬茉莉也、宮崎羽衣、福井裕佳梨) 、série TV 『まかでみ・WAっしょい!』挿入歌)

En 2009 :
- つないで、つないで (composition・arrangement, 野中藍、「だってあなたはあなただから」C/W曲 (typeA) )
- Orange (arrangement, 逢坂大河 (釘宮理恵) ・櫛枝実乃梨 (堀江由衣) ・川嶋亜美 (喜多村英梨) 、série TV 『Toradora!』2代目ed theme)
- Love Countdown (paroles・composition・arrangement, 堀江由衣、「silky heart」C/W曲)
- ホーリーナイト (composition・arrangement, 逢坂大河 (釘宮理恵) ・川嶋亜美 (喜多村英梨) 、série TV 『Toradora!』第19話挿入歌)
- falcon eyes (composition・arrangement, 坂本美緒 (千葉紗子) 、série TV 『Strike Witches』chara-song)
- Nonfiction family/「まぜるな! キケン」が基本ッス (composition・arrangement, 斑鳩ちはや (Yukari Tamura) , série TV 『明日のよいち!』chara-song)
- キッチンはマイステージ (arrangement, 福原遥、série TV 『クッキンアイドル アイ!マイ!まいん!』オープニング主題歌)
- Danke Schön Witches (composition・arrangement, エーリカ・ハルトマン (野川さくら) ・ゲルトルート・バルクホルン (園崎未恵) ・ミーナ・ディートリンデ・ヴィルケ (田中理恵) 、série TV 『Strike Witches』chara-song)
- Friend-Ship (composition・arrangement, リネット・ビショップ (名塚佳織) 、同)
- Le ciel bleu (composition・arrangement, ペリーヌ・クロステルマン (沢城みゆき) 、同)
- チェリッシュ (composition・arrangement, 野中藍)
- Shitsuren Samba (composition・arrangement, 北村祐作 (野島裕史) 、série TV 『Toradora!』chara-song)
- ミラノ天国 (composition・arrangement, 高須泰子 (大原さやか) 、同)
- Please Freeze (arrangement, 逢坂大河 (釘宮理恵) ・櫛枝実乃梨 (堀江由衣) ・川嶋亜美 (喜多村英梨) 、PSPゲーム『Toradora! Portable』ed theme)
- 君へとつなぐココロ (paroles・composition・arrangement (parolesはTOMBOWと連名) 、中町かな (豊崎愛生) ・天野咲紀 (水原薫) ・久地院美華 (釘宮理恵) 、série TV 『かなめも』オープニング主題歌)
- Zetsubou Restaurant (composition・arrangement, 絶望少女達 (谷井あすか、真田アサミ、後藤邑子、松来未祐) 、série TV 『Zoku sayonara Zetsubou sensei』ed theme)
- ピッコロ (composition・arrangement, 風浦可符香 (野中藍) 、série TV 『Zoku sayonara Zetsubou sensei』chara-song)
- Classical mode (composition・arrangement, 一ノ瀬・弓子・クリスティーナ (戸松遥) 、série TV 『よくわかる現代魔法』chara-song)
- Sleeping beauty (composition・arrangement, 姉原美鎖 (生天目仁美) 、同)
- Treasure (paroles・composition・arrangement, 碧陽学園生徒会 (桜野くりむ (本多真梨子) 、紅葉知弦 (斉藤佑圭) 、椎名深夏 (富樫美鈴) 、椎名真冬 (堀中優希) 、série TV 『生徒会の一存』オープニング主題歌)
- Ring My Bell (composition・arrangement, blue drops (吉田仁美&イカロス (早見沙織) ) 、série TV 『そらのおとしもの』オープニング主題歌)
- experiment (composition・arrangement, 三郷雫 (名塚佳織) 、série TV 『けんぷファー』挿入歌)
- PRINCESS CODE (composition・arrangement, スフィア)

En 2010 :
- love and peace (composition・arrangement, 小清水亜美、Webラジオ『おまひま☆HR』ed theme)
- Balance Kiss (paroles・composition・arrangement, あこりこ (竹達彩奈&巽悠衣子) 、série TV 『Kiss×sis』オープニング主題歌)
- Happy day, Happy time (paroles・composition・arrangement, あこりこ (竹達彩奈&巽悠衣子) 、série TV 『Kiss×sis』chara-song)
- Strawberry Fairy (composition・arrangement, 福原遥、série TV 『クッキンアイドル アイ!マイ!まいん!』挿入歌)
- Happy Recipe (paroles・composition・arrangement, スイートまいん&ラブリーみちか (福原遥・出野泉花) série TV 『クッキンアイドル アイ!マイ!まいん!』からの企画)
- 初戀は柘榴色 (composition・arrangement, 西王母桃 (中原麻衣) ・総角景 (櫻井孝宏 (語り) ) 、série TV 『おとめ妖怪 ざくろ』ed theme)
- 純情マスカレイド (composition・arrangement, 雪洞 (豊崎愛生) ・鬼灯 (堀江由衣) ・花桐丸竜 (梶裕貴) 、同)
- 二人静 (composition・arrangement, 薄蛍 (花澤香菜) 、芳野葛利劔 (日野聡) 、同)
- Kazahana(風花) (paroles・composition・arrangement, 四条貴音 (原由実) 、ゲーム『アイドルマスター』chara-song (The Idolm@Ster Master Artist 2 – Première saison- 06 四条貴音) )
- 覚悟のらんらんガール (composition・arrangement, 柳生十兵衛 (悠木碧) 、série TV 『百花繚乱 サムライガールズ』chara-song)
- Happy Birthday, my holy day (composition・arrangement, 石動美緒 (竹達彩奈) 、série TV えむえむっ!最終回ed theme)

En 2011 :
- マリオネットの心 (composition, 星井美希 (長谷川明子) 、série TV The Idolm@ster 挿入歌)

En 2013 :
- Bright Generation (composition, 雪ノ下雪乃 (早見沙織) ・由比ヶ浜結衣 (Nao Tōyama) 、TV anime『My Teen Romantic Comedy is Wrong as I Expected』chara-song)
- Stray Sheep Story (paroles・composition・arrangement, 一色あかね (佐倉綾音) ・四宮ひまわり (内田彩) 、série TV 『Vividred Operation (en)』第4話ed theme)
- リボンがフワリ (paroles・composition・arrangement, 女性声優 (仁後真耶子) 、série TV『Sasami-san@ganbaranai (en)』挿入歌)
- つるぺた (paroles・composition・arrangement, 琴浦春香 (金元寿子) 、série TV 『琴浦さん』第6話ed theme)
- Poker Poker (composition・arrangement, 真壁瑞希 (阿部里果) 、ソーシャルゲーム The Idolm@ster Million Live!』chara-song)

### Albums
- ドラマ30, 愛の110番
- Cooking idol I! My! Mine! (ja) (2009)
- Toradora! Original soundtrack (07/01/2009, KICA-956)
- Kanamemo (en) OST（09/09/2009、KICA-990）
- Yoku wakaru gendai mahou (en) OST (07/10/2009, LHCA-5108)
- Omamori Himari (en) OST (17/03/2010, COCX-36105)
- MM! (en) OST（22/12/2010、 LASA-5074）
- Mayo Chiki! OST（24/08/2011, KICA-3159）
- Mawaru-Penguindrum OST
- Sankarea OST（07/06/2012, LACA-15212）
- Upotte!! (en) OST
- Sasami-san@ganbaranai (en) OST
- Golden Time OST
- Yurikuma arashi OST (2015)